# Linsönketjärnen
Linsönketjärnen är en sjö i Örnsköldsviks kommun i Ångermanland och ingår i Nätraåns huvudavrinningsområde. Sjön är 10,7 meter djup, har en yta på 0,016 kvadratkilometer och befinner sig 105 meter över havet.